# セルゲイ・チャリバシビリ
セルゲイ・チャリバシビリ（Sergei Chalibashvili 1962年6月22日 - 1983年7月16日）は、ソビエト連邦（現在のジョージア）出身の高飛び込み選手。
1983年7月10日、カナダのアルバータ州エドモントンで開催された第12回ユニバーシアードの飛込競技に出場したが、競技中に誤って飛び込み台に頭部を強打し、同月16日に心不全のため21歳で死去した。
チャリバシビリはユニバーシアードやオリンピックのような国際的な多種目大会の競技中に発生した事故により死亡した唯一の飛び込み選手である。
一人息子だったため兄弟はいなかった。母親はチャリバシビリの死に深く悲しむとともに、チャリバシビリを最後まで懸命に治療したスタッフや医療チームに賞賛のメッセージを送ったという。
なお、同じジョージア出身のスポーツ選手では、2010年に同じカナダで開催されたバンクーバーオリンピックのジョージア代表に選ばれたリュージュ選手のノダル・クマリタシビリが、会場での練習中に事故に遭い死亡した。年齢もチャリバシビリと同じ21歳であった。